# Ije
M/Y Ije, stiliserat som IJE, är en megayacht tillverkad av Benetti i Italien. Hon sjösattes i april 2019 och levererades i juli till sin ägare James Packer, australisk affärsman. Megayachten kostade Packer uppemot 200 miljoner amerikanska dollar att införskaffa.
Hon designades exteriört av RWD och interiört av Benetti själva. Den är 108 meter lång och har en kapacitet på tolv passagerare fördelat på elva hytter. Megayachten har också en besättning på 28 besättningsmän.